# Jean de Florette
Jean de Florette és una pel·lícula francesa rodada l'any 1986 a la Provença rural. Va ser dirigida per Claude Berri, basada en una novel·la de Marcel Pagnol. És part d'una duologia i va ser seguida per la pel·lícula Manon des sources. Va ser interpretada per actors molt coneguts com a Gérard Depardieu, Daniel Auteuil, que guanyà el premi BAFTA per la seva interpretació, i Yves Montand en un dels seus darrers papers abans de morir.
La pel·lícula va ser filmada al mateix temps que Manon des sources, durant set mesos. En aquell moment va ser la pel·lícula francesa de més pressupost que s'havia fet mai i va ser una gran reeixida comercial i de crítica a l'Estat francès i a l'internacional. Va ser nominada per a 8 premis César i 10 BAFTA.

## Argument
La història té lloc a una petita vila de la Provença (entre Marsella i Ais en Provença) poc després de la Primera Guerra Mundial. Ugolin Soubeyran (Auteuil) torna de matinada del seu servei militar i desperta el seu oncle César – conegut com a 'Le Papet' (Montand). Ugolin té el projecte de cultivar clavells però de primer no ho explica al seu oncle. Com que es necessita aigua, Ugolin i César fan plans de comprar un terreny amb una font que és propietat del seu veí, Pique-Bouffigue. Aquest però no vol vendre-la, es barallen i Pique-Bouffigue mor accidentalment en mans de César sense que aquest no manifesti cap remordiment. Després D l'enterrament Ugolin i César estronquen la surgència de la font amb ciment, tot esperant de veure què faran els hereters amb l'heretat.
L'herència va a parar a un descendent de Florette de Berengere, germana del finat, la qual havia estat amiga d'infantesa de Papet.
El fill de Florette, Jean Cadoret (Depardieu), arriba a la vila amb la seva dona Aimée i la seva filla Manon. Cadoret, que és cobrador d'impostos geperut i no té experiència de la vida de pagès, però té plans per quedar a viure a la finca que ha heretat, cultivar la terra i criar conills per a guanyar-se la vida. Ugolin i el seu oncle fan veure que l'ajuden però en realitat volen que Cadoret fracassi per a obtenir l'heretat i sobretot l'aigua de la font, l'existència de la qual li amaguen.
Malgrat unes primeres reeixides esplendoroses dels projectes de Cadoret, una sequera persistent comença a amenaçar-los dramàticament.

## Repartiment
- Yves Montand com César Soubeyran / "Le Papet": occità "Papet" significa manyagosament "avi".[2] César és l'orgullós patriarca de la seva moribunda família i manipula el seu nebot Ugolin qué és l'únic parent que li queda.[3] La dona d'Yves montand, Simone Signoret, va morir durant el rodatge de la pel·lícula.[4]
- Daniel Auteuil com Ugolin, nebot de César, Ugolin té un lleuger retard mental.
- Gérard Depardieu com Jean Cadoret, fill de Jean de Florette. És un romàntic idealista de la vida al camp però no té gaire idea de fer de pagès.
- Élisabeth Depardieu com Aimée Cadoret: Jean és una antic cantant d'òpera per això dona a la seva filla el nom de Manon, de l'òpera de Puccini Manon Lescaut. En la vida real Élisabeth era l'esposa de Gérard Depardieu.

### Nominacions
- César al millor guió original o adaptació